# مبنى المحركات البخارية (بوتسدام)

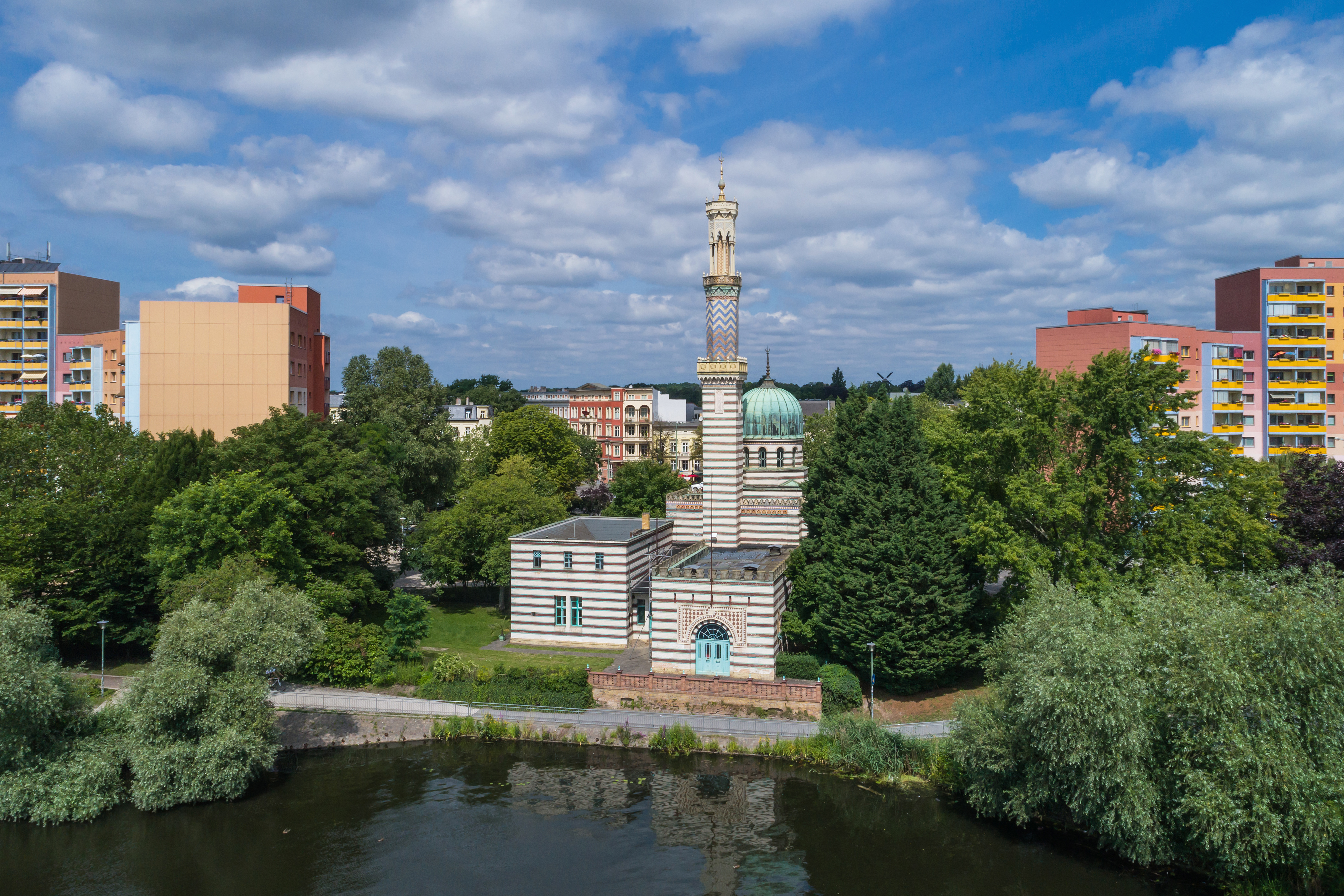
مبنى المحركات البخارية

مبنى المحركات البخارية (بالألمانية: Dampfmaschinenhaus für Sanssouci) مضخة «المنزل» أو «مسجد» – في بوتسدام، على خليج نهر هافل في نويشتادت. تم إنشاؤه بناء على طلب من الملك فريدريش فيلهلم الرابع. بين عامي 1841 و1843 تحت إشراف لودفيغ بيرسيوس من أجل تشغيل نافورة كبيرة أمام قصر سانسوسي.

## التاريخ

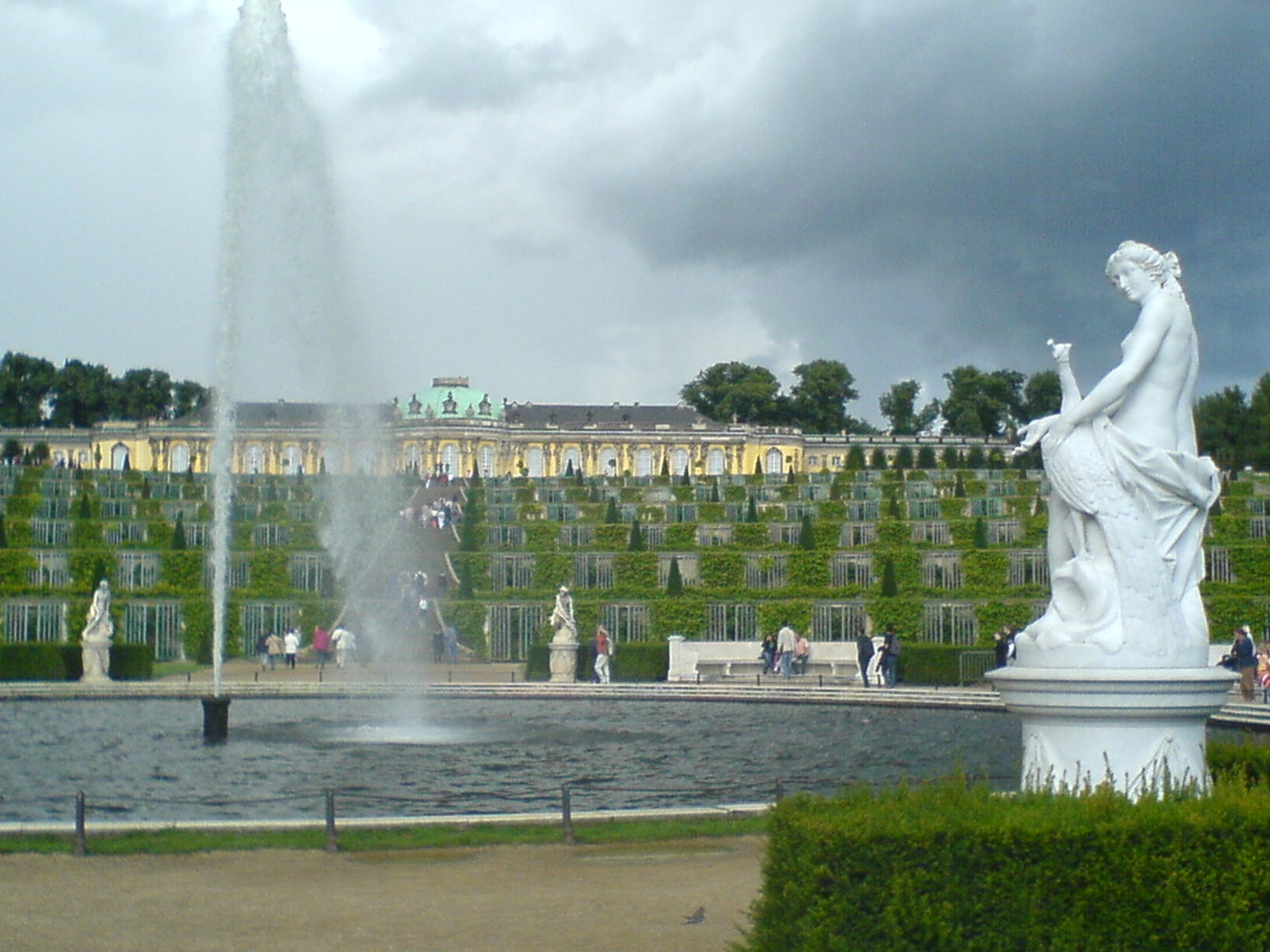
النافورة الكبيرة أمام قصر سانسوسي

بعد 60 عام، كانت الإمكانيات التقنية قد نضجت. تم تشغيل محطة الضخ عن طريق محرك بخاري من أسطوانتين في سنة 1842 من قبل شركة بورسيغ. تم إنتاج مضخة يحتاج تشغيلها إلى 4 أطنان من الفحم يوميا، مع كفاءة 3 % بقوة 82 حصان (60 كيلوواط). كان الفحم يستخرج من المناجم السيليزية. كانت الطاقة المستخدمة تكفي لتشغيل النافورة في حديقة سانسوسي والحديقة النباتية وبركة على تلة روينينبيرغ واستخدمت ما مجموعه 1.8 كيلومترا من الأنابيب لضخ الماء من نهر الهافل. بلغ ارتفاع نافورة حديقة سانسوسي 38م، رقما قياسيا في ذلك الوقت. وكان المحرك البخاري هو الأقوى من نوعه في ألمانيا. بعد أكثر من 50 عام من الخدمة، تم استبدال المحرك الأصلي في عام 1895 مع محرك بخار جديد بقوة 160 حصان (118 كيلو واط). منذ عام 1937 تم استبدال المحرك البخاري بمضختي طرد مركزي كهربائيتين، ومنذ عام 1992 يتم التحكم بها من قبل المعالجات دقيقة.
في سبتمبر 1985، تم افتتاح مبنى المحركات البخارية كمتحف ونصب تفني واستقبال الزوار. المحرك البخاري الأصلي لا يزال محفوظا ويعمل في إلى ساعات العمل بواسطة محرك كهربائي. تم ترشيح المبنى في العام 2007 لجائزة المعالم التاريخية الهندسية المدنية في ألمانيا.

## العمارة
تم البناء بطلب من الملك بأن يكون «على طراز المساجد التركية مع المئذنة تعمل كمدخنة». مع أن استخدام طرازات وأنماط معمارية أجنبية كان أمرا شائعا في تلك الحقبة، إلا أن هذا هو المبنى الوحيد من نوعه في بوتسدام. تم تصميم داخل وخارج «مسجد بوتسدام» من قبل لودفيغ بيرسيوس على نمط مغاربي من الفترة الكلاسيكية المتأخرة. يعود التصميم المتميز لمبنى وظيفي كهذا إلى موقعه على تهر هافل. كانت رؤية المبنى من الحديقة في قصر سانسوسي ممكنة في وقت بنائه.

## الصور

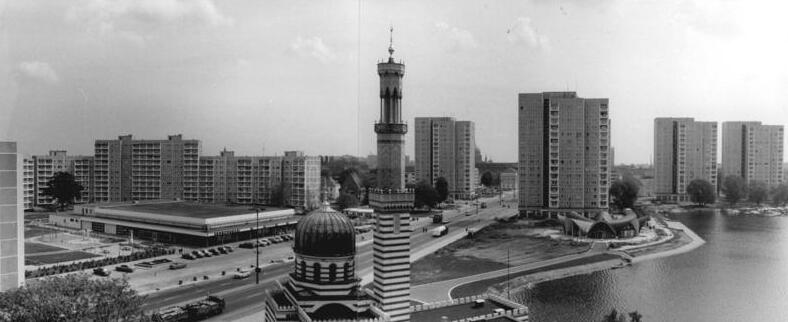
صورة جوية للمبنى في المقدمة, 1983
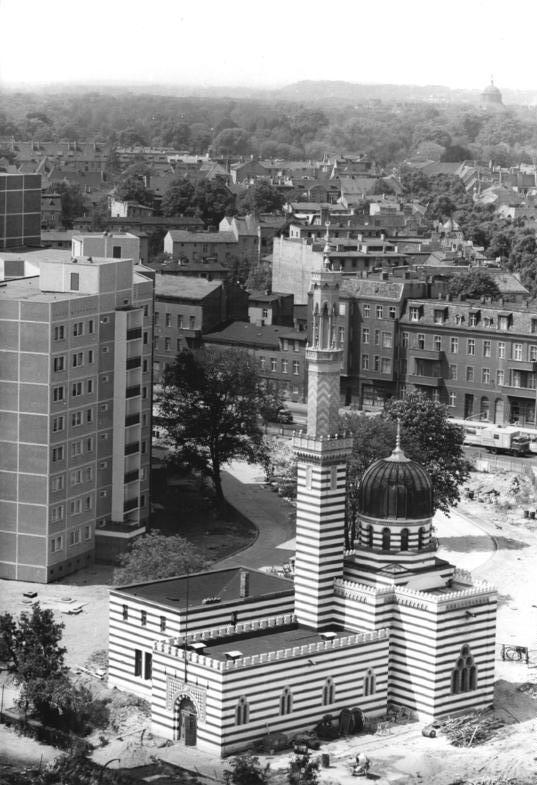
صورة جوية, 1982
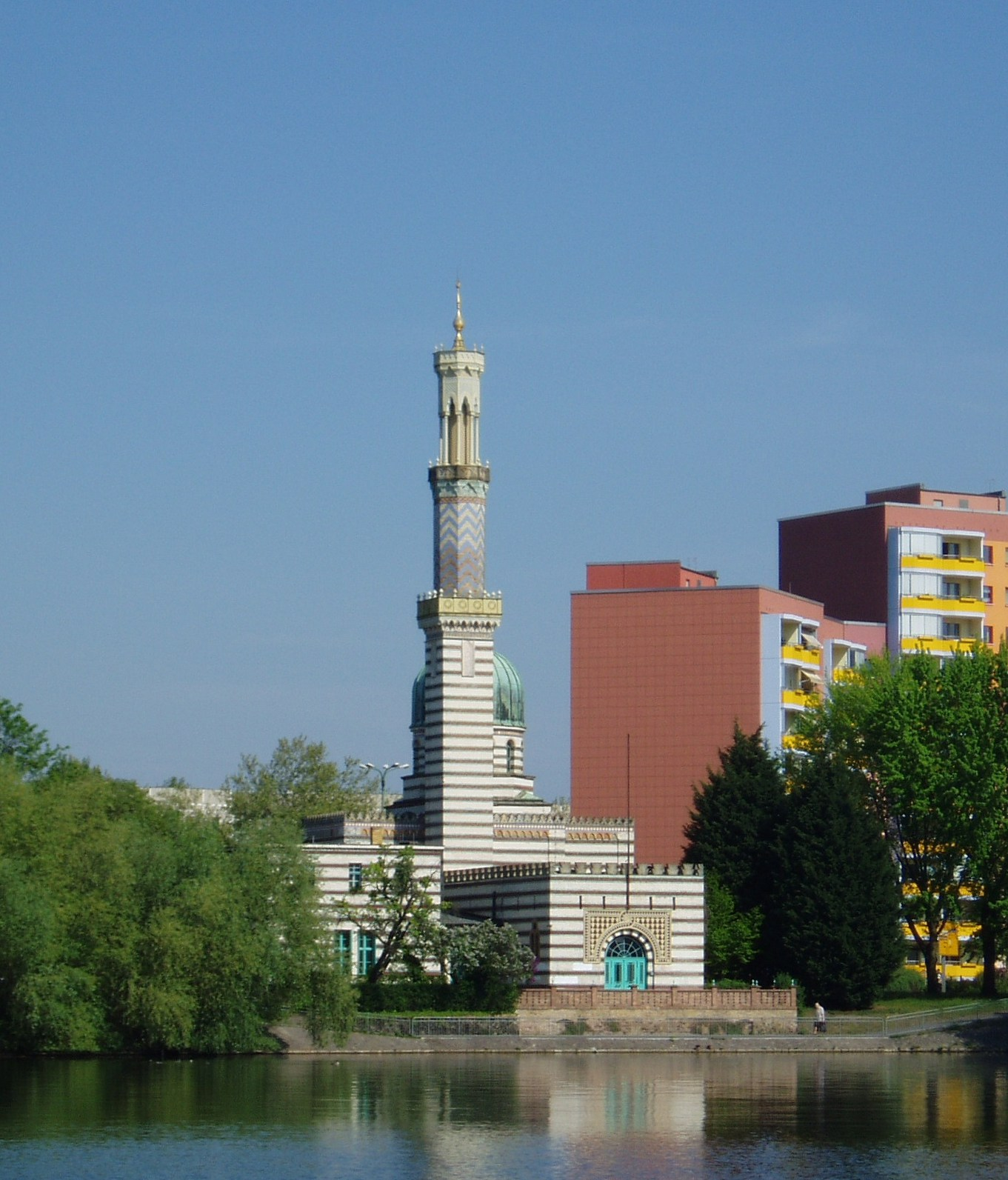
منظر مع نهر هافل, 2007
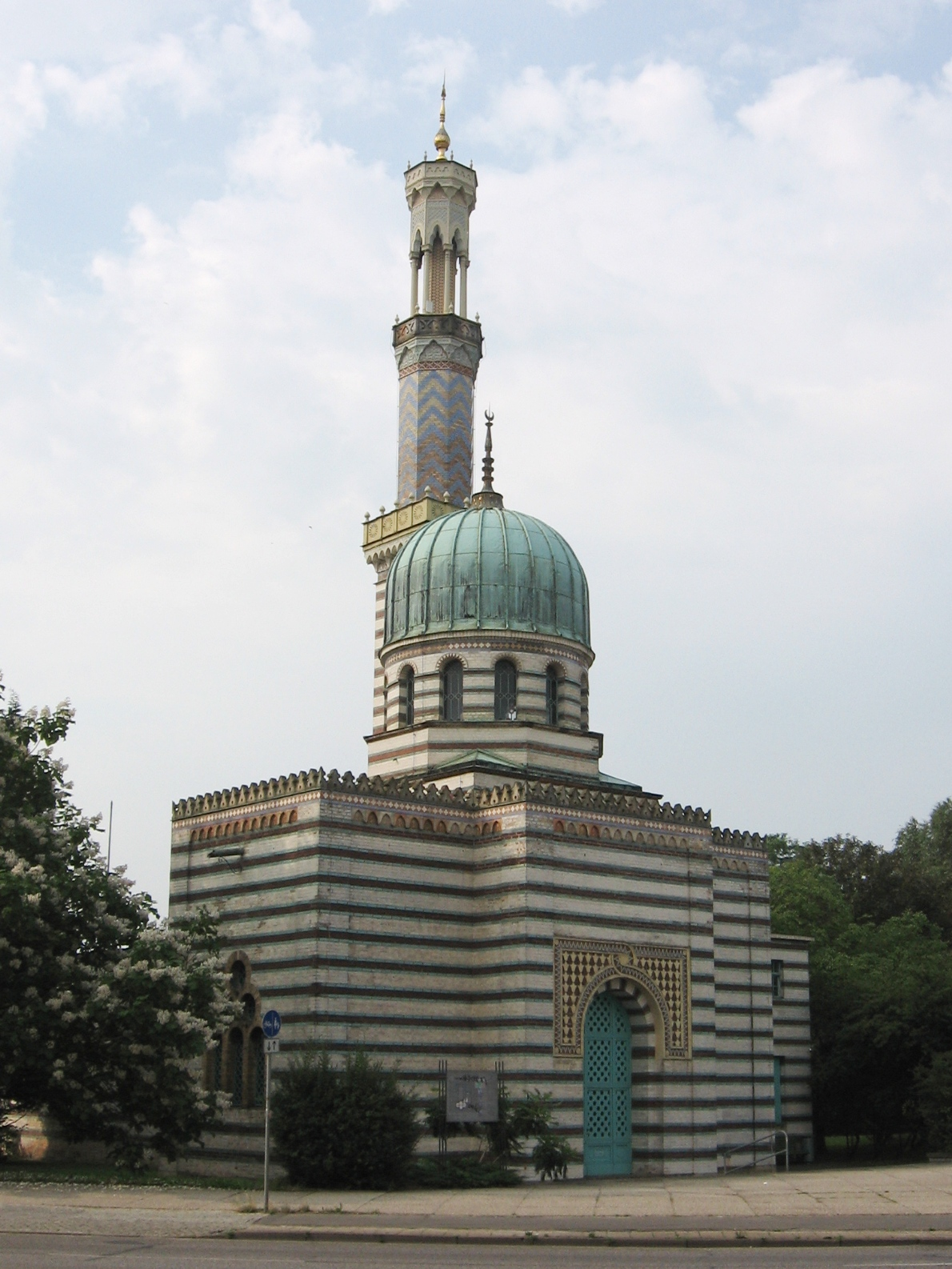
منظر من الشارع العريض, 2009
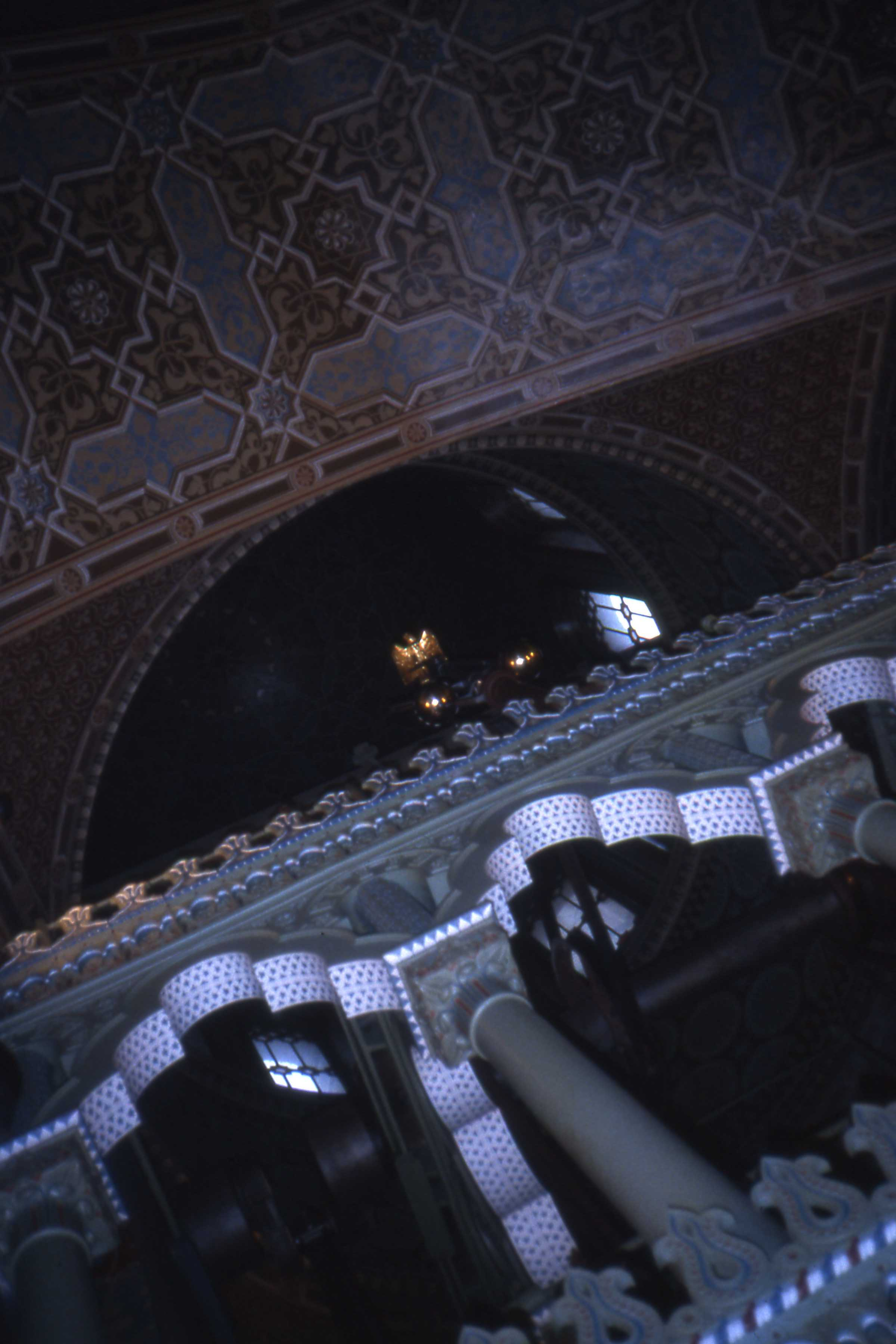
داخل المبنى, 1990
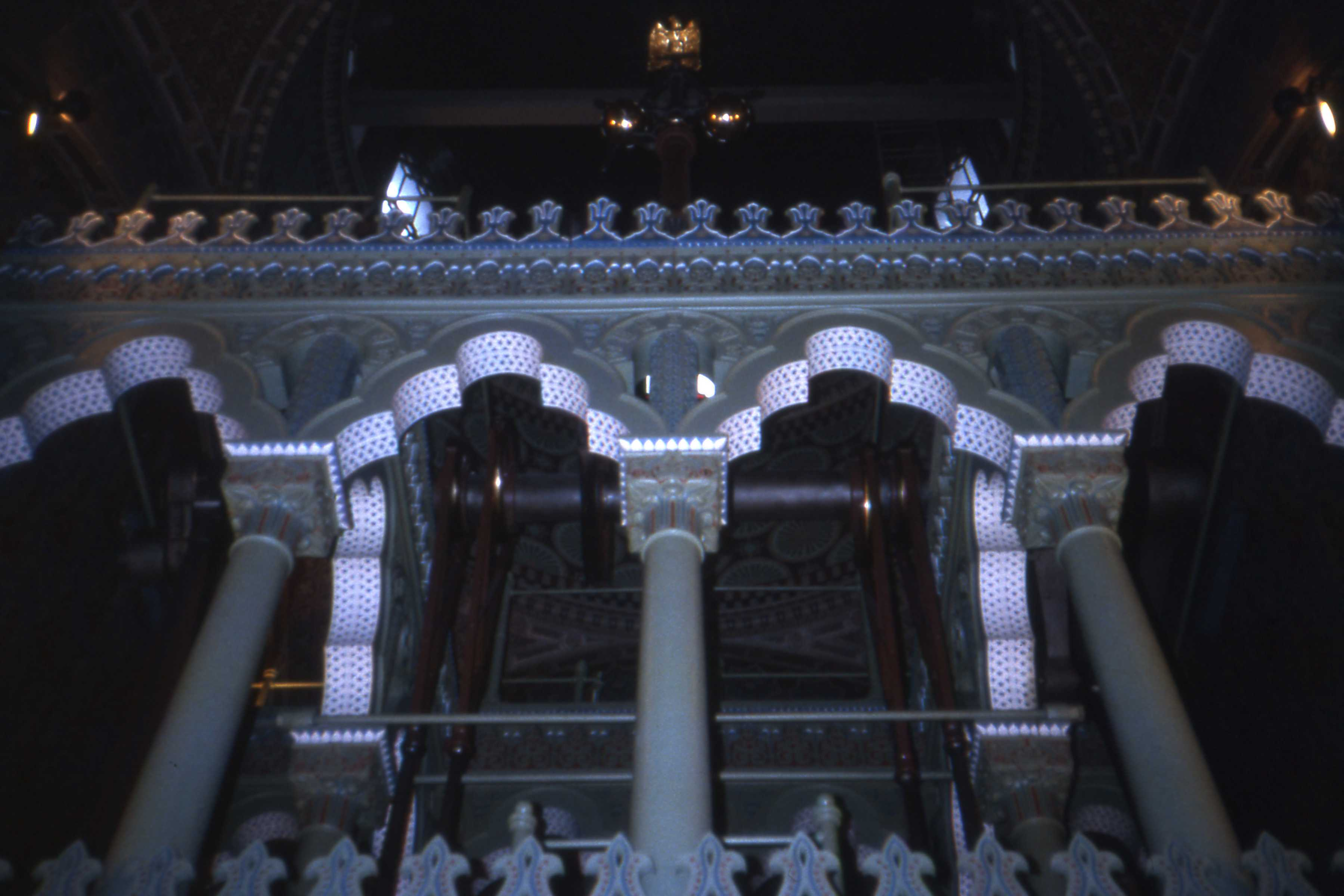
داخل المبنى, 1990
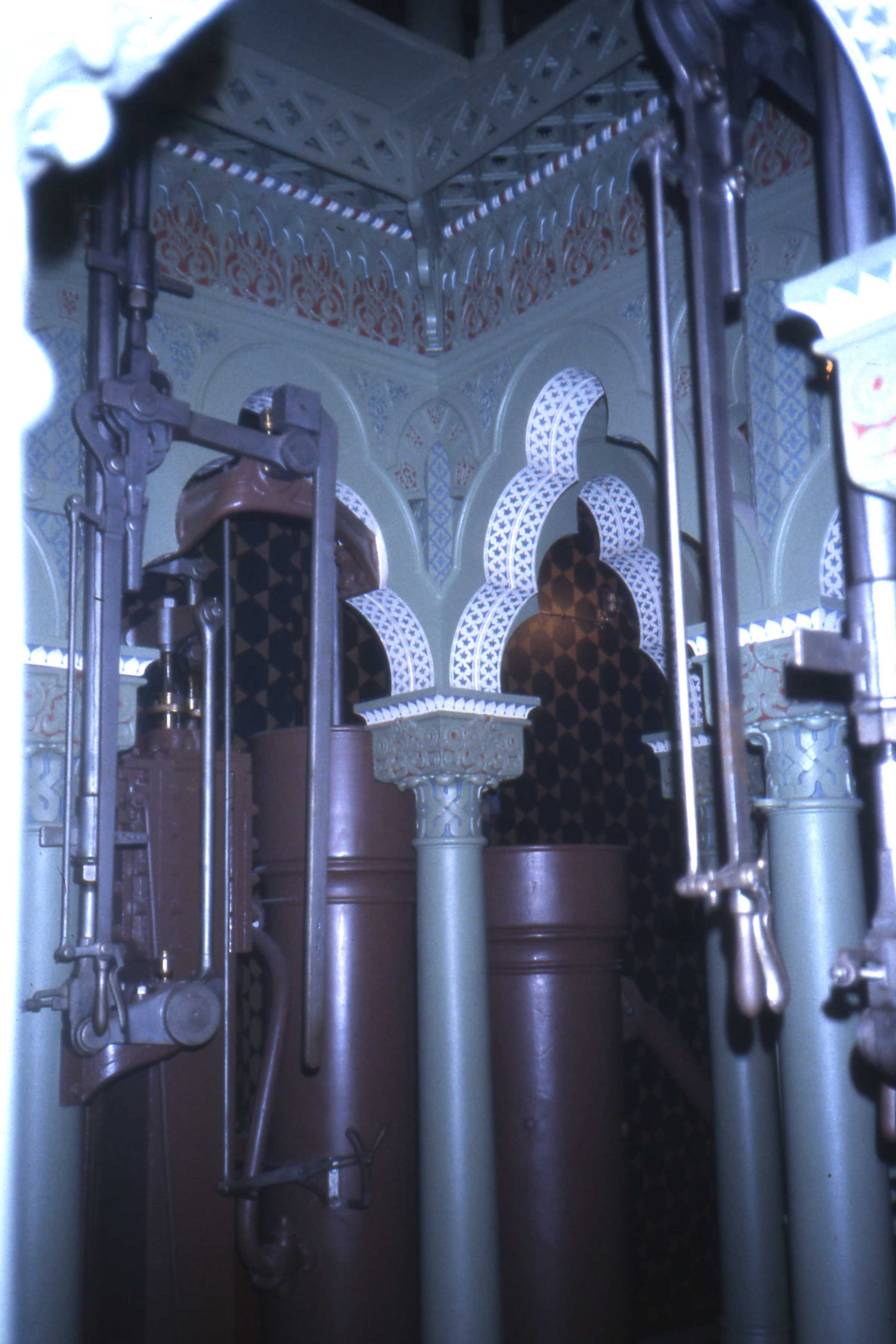
داخل المبنى, 1990

‌